# Prokop Malý
Prokop Malý (zvaný také Prokůpek) byl husitský kněz působící na území dnešního Česka. Přesný rok jeho narození není znám, zemřel asi v roce 1434 ve známé bitvě u Lipan.

## Život
Narodil se někdy nejspíš po druhé polovině[ujasnit] 14. století. Už jako mladý člověk chtěl získat zkušenosti spojené s vojenstvím. Z doslechu znal vojevůdce Jana Žižku z Trocnova. Po čase se tak Prokop rozhodl, že vstoupí do řad vojska, kde tento významný vojevůdce působí. Brzy se mu tak naskytla možnost, aby poznal Žižkovo vojenské umění. I u samotného Jana Žižky začínal být oblíbený čím dál tím více. Když Jan Žižka v roce 1424 zemřel, Prokop se účastnil jeho pohřbu a za téhle situace mu došlo, že by mohl po něm zaplnit volné místo a vést dál vojsko za „pravdou boží“. Tedy za pravdou, po které toužil kněz Mistr Jan Hus († 1415). Po Žižkově smrti si začali jeho vojáci říkat sirotci – tomu napovídá, jak se po Žižkově smrti cítili. Nejdříve sirotky vedl kněz Ambrož Hradecký, který se také účastnil pohřbu Jana Žižky.
Prokop Malý se dočkal až v roce 1428. Byl to pro něho významný rok, stal se totiž duchovním správcem u sirotčího vojska, to byl pro Prokopa Malého veliký úspěch. I když víc autoritativně byl uznáván husitský kněz a politik Prokop Holý. I s ním měl Prokop Malý možnost se seznámit a poznat jeho taktiku. Prokop Malý se s svým vojskem účastnil několika vojenských akcí. S Prokopem Holým třeba s vojskem vyrazil na Moravu, Slezsko nebo dokonce i do některých zahraničních vojenských akcí. Husitské vojsko začalo přecházet z obrany do útoku a tak pořádalo tzv. spanilé jízdy do okolních zemí, za kořistí. Těmto jízdám se někdy ještě dnes říká rejsy, což bylo jejich původní označení. Mezi Prokopovy nepřátele jistě patřil Zikmund Lucemburský, nesouhlasil s jeho představami. Prokůpek se jako posel měl také účastnit basilejského jednání s císařem Zikmundem Lucemburským, ale nakonec se jednání obešlo bez něho a nedorazil na něj.

## Konec života
Už když probíhala jednání na koncilu, tak se projevovaly neshody mezi jednotlivými proudy husitů – umírněných, ale hlavně neshody proudu Pražanů. Rozrůstal neklid a nepokoje v zemi. Vše pak mělo za následek, že 30. května propukla veliká bitva u Lipan. Této bitvy se účastnil i Prokop Malý, stala se mu však osudná a podlehl vážným zraněním z této bitvy.

## Důležitá data
- Narozen po druhé polovině 14. století.
- 1424 smrt Jana Žižky z Trocnova.
- 1424 Ambrož z Hradce v čele sirotčího vojska.
- 1428 Prokop Malý zvolen správcem sirotčího vojska.
- 1428 sirotci společně s vojskem Prokopa Holého přecházejí k ofenzivě – postupně přes Moravu vpadají na Slovensko.
- 1429 sirotci a táboři se vydávají do Lužic, vrací se s kořistí.
- 1430 sirotci bojují v Uhrách, další výprava do Lužic.
- 1431 v Norimberku vyhlášena 5. křížová výprava, příprava sirotků na válku, vpád sirotků na Slovensko – se ztrátami se vracejí.
- 1432 sirotci a táboři táhnou do Lužic a Braniborska, vpád do Slezska.
- 1433 Jan Čapek ze Sán se s sirotčím vojskem vydává na vojenskou akci do Polska, po návratu z Polska se sirotci připravují na vojenskou akci před Plzní.
- 1434 neshody v zemi – bitva u Lipan, smrt Prokopa Malého.